# 德斯德后拿撒勒圣母圣殿
德斯德后拿撒勒圣母圣殿 (英语：Basilica of Our Lady of Nazareth of Exile)是一座罗马天主教宗座圣殿，位于巴西帕拉州贝伦的河畔。据称此处为 Plácido José de Souza发现圣母像的地点
目前的教堂于1909年10月24日举行奠基仪式，新古典主义风格。
1923年，该堂升格为宗座圣殿。